# 本田広登
本田 広登（ほんだ ひろと、1976年10月7日 - ）は、日本の俳優。千葉県柏市出身。2013年より『日本統一』にレギュラー出演、石沢勇将役を務める。2022年9月、山崎一門として歌手デビュー。愛車はSUZUKI GS400。

## 出演
- 日本統一（2013年 - ） - 石沢勇将
- 新・年少バトルロワイヤル2・3（2014年） - 高校生（ヒットマン）
- 新・極道の紋章（2014年） - 東京六区連合OB シマ
- 若頭暗殺（2015年） - 虎天満一家組員
- 関東極道連合会 第三章（2015年） - 双頭会組員
- 関東極道連合会 第四章（2015年）
- 修羅の分裂（2015年） - 長野 花田組組員
- ヤンキー女子高生 全国制覇への道 茨城編（2016年）
- 覇王I 凶血の系譜（2016年） - 十二代目内藤新宿一家組員
- 代紋の墓場5・6（2016年） - 天満大瀬組組員
- 狂犬と呼ばれた男たち カリスマヤクザ（2017年） - 半グレ
- 極道天下布武（2017年） - 徳澤組若衆 柏原康政
- 極道の門 第五部（2018年） - 若き日の藤村壮海
- 極道純恋歌（2018年） - 村内会若山組組長 若山
- 歌舞伎町黒社会1・2（2019年） - 売人
- 日本統一外伝 川谷雄一（2019年） - 石沢勇将
- 日本統一外伝 山崎一門（2020年） - 三代目侠和会四代目山崎組若頭補佐 謙勇会会長 石沢勇将
- 日本統一外伝 田村悠人（2021年） - 三代目侠和会四代目山崎組若頭補佐 謙勇会会長 石沢勇将
- 日本統一 エピソード集Ⅰ・Ⅱ・Ⅴ（2021年） - 三代目侠和会四代目山崎組若頭補佐 謙勇会会長 石沢勇将
- 極道の紋章レジェンド（2021年） - 福岡睦会 誠真会会長 三河和彦
- 織田同志会 織田征仁 第八章・第九章・最終章（2022年） - 上州 赤城組柴田一家組員 中野忠雄
- 劇場版 山崎一門〜日本統一〜（2022年9月23日公開[5]）[6] - 三代目侠和会四代目山崎組若頭補佐 謙勇会会長 石沢勇将
- 日本統一 関東編（2023年） - 三代目侠和会四代目山崎組若頭補佐 謙勇会会長 石沢勇将[7]
- 静かなるドン（2023年5月12日） - 汚田組々員 江夏
- 氷室蓮司（2024年4月12日公開） - 石沢勇将[8]
- ゴーストキラー（2025年4月11日）[9]
- 田村悠人 ISOLATED（2025年6月6日）
- 日本統一 東京編（2025年） - 三代目侠和会四代目山崎組若頭補佐 謙勇会会長 石沢勇将[10]

## CD
シングル
- 山崎一門「男の貧乏くじ」（2022年9月21日、キングレコード）秋元康プロデュース[11]
- 山崎一門「KOBUSHI」（2023年5月24日、キングレコード）